# Bayān
Cette page contient des caractères spéciaux ou non latins. S’ils s’affichent mal (▯, ?, etc.), consultez la page d’aide Unicode.
Pour les articles homonymes, voir Bayan (homonymie).

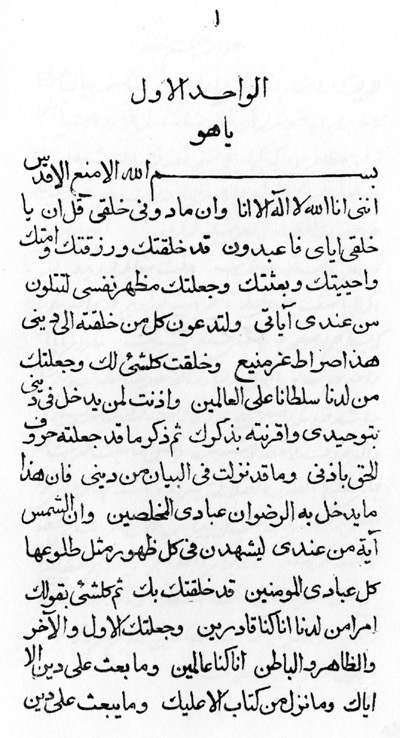
le Bayān arabe.

Bayān (en arabe « l'explication »). Cette notion est utilisée de façon complexe dans les écrits du Bāb, le fondateur de la nouvelle religion issue de l'islam chiite, le bābisme. C'est ainsi qu'elle peut renvoyer au Bayān persan ou au Bayān arabe. En outre, le Bāb l'utilise pour renvoyer à tout ce qu'il a écrit.

## Historique
C'est lors de son emprisonnement dans la forteresse persane de Māhkū (1847 ou 1848) qu'il a commencé à composer le Bayān persan qui contient environ 8 000 vers et se divise en neuf parties, appelées les Vahids (en arabe les « unités »). Chaque Vahid contient 19 sections sauf la dernière qui en a dix. Au début de chaque section est donné un résumé en arabe du texte persan.
L'ouvrage expose le sens et l'importance de notions eschatologiques comme le Paradis, l'Enfer, la mort, la résurrection, le retour de Jésus, la pesée des âmes, l'heure et le jugement dernier et il indique comment tout cela a été accompli par sa propre apparition. Dans cet ouvrage le Bāb proclame également les lois de sa nouvelle religion et abroge en même temps les lois du Coran concernant la prière, le jeûne, le mariage, le divorce et le droit de succession. Cependant il maintient la foi dans la mission prophétique de Mahomet de la même façon qu'avant le Bāb le prophète de l'islam avait abrogé les décrets de l'Évangile tout en reconnaissant l'origine divine de la foi de Jésus-Christ.
En outre, on trouve dans le Bayān persan de nombreuses indications et de nombreux jugements, mais aussi des prédictions au sujet de « Celui que Dieu manifestera ». Pour les babis restés fidèles au babisme et partisans de Subh-i Azal, le successeur désigné par le Bāb, cette manifestation n'a pas encore eu lieu, alors que pour les baha’is cet homme prédit que Dieu devait manifester est Bahā’u’llāh, le fondateur de leur religion. 

Le Bāb écrit dans le Bayān persan : « Jusqu'au jour de la résurrection, au jour de celui que Dieu manifestera, le Bayān sera la balance infaillible de Dieu. » Puisqu'en 1873, Bahā’u’llāh a repris certaines lois dans le Kitáb-i-Aqdas, en a modifié d'autres et en a abrogé un grand nombre, les baha’is, s'ils regardent les écritures du Bāb comme des textes sacrés, considèrent cependant ses lois comme dépassées.
C'est au cours des derniers mois de sa vie, emprisonné dans la forteresse persane de Čahrīq, que le Bāb a écrit le Bayān arabe. Cet ouvrage traite les mêmes ensembles de sujets que le Bayān persan, mais il est moins étendu et d'une moindre autorité.